# 小行星10950
小行星10950（10950 Albertjansen）是一颗绕太阳运转的小行星，为主小行星带小行星。该小行星于1960年9月24日发现。

## 轨道参数
小行星10950的轨道半长轴为3.2339884 UA，离心率为0.121。